# 愛知信用金庫
愛知信用金庫（あいちしんようきんこ、英語：Aichi Shinkin Bank）は、愛知県名古屋市中区に本店を置く信用金庫である。

## 沿革
- 1951年（昭和26年） - 愛知商工信用組合として設立。
- 1952年（昭和27年） - 信用金庫法に基づき愛知信用金庫となる。支店1号店の菊井支店を設置。
- 1975年（昭和50年） - 豊明市に豊明支店を設置し、名古屋市外に初進出。
- 2008年（平成20年） - 「信金バックオフィスセンター」を設立。
- 2024年（令和6年）1月15日 - この日から磁気の影響を受けにくい新しい通帳（Hi-Co通帳）を取扱開始した(Hi-Co通帳に対応していない信用金庫ATMではHi-Co通帳は使えない。)[2]。

## 概要

### 店舗数
- 22（本店・20支店・1出張所）

### 営業地域
店舗設置地区は太字表記。
名古屋市全域（中区・東区・中村区・西区・北区・守山区・名東区・千種区・昭和区・瑞穂区・熱田区・中川区・港区・南区・天白区・緑区）
春日井市・小牧市・尾張旭市・岩倉市・北名古屋市・清須市・稲沢市（旧平和町・旧祖父江町を除く）
あま市・津島市・愛西市（旧立田村・旧八開村・旧佐織町を除く）・弥富市・豊明市・東海市・大府市・日進市・長久手市
豊田市（旧藤岡町・旧小原村・旧足助町・旧下山村・旧旭町・旧稲武町を除く）・刈谷市・知立市・みよし市
西春日井郡・愛知郡・海部郡